# Macroglossinis
Els macroglossinis (Macroglossini) són una tribu de lepidòpters ditrisis de la família dels esfíngids (Sphingidae). L'espècie més freqüent d'aquest grup als Països Catalans és el bufaforats (Macroglossum stellatarum).

## Taxonomia
- Subtribu Choerocampina - Grote & Robinson, 1865
  - Gènere Basiothia - Walker, 1856
  - Gènere Cechenena - Rothschild & Jordan, 1903
  - Gènere Centroctena - Rothschild & Jordan, 1903
  - Gènere Chaerocina - Rothschild & Jordan, 1903
  - Gènere Deilephila - Laspeyres, 1809
  - Gènere Euchloron - Boisduval, 1875
  - Gènere Griseosphinx - Cadiou & Kitching, 1990
  - Gènere Hippotion - Hübner, 1819
  - Gènere Hyles - Hübner, 1819
  - Gènere Pergesa - Walker, 1856
  - Gènere Phanoxyla - Rothschild & Jordan, 1903
  - Gènere Rhagastis - Rothschild & Jordan, 1903
  - Gènere Rhodafra - Rothschild & Jordan, 1903
  - Gènere Theretra - Hübner, 1819
  - Gènere Xylophanes - Hübner, 1819

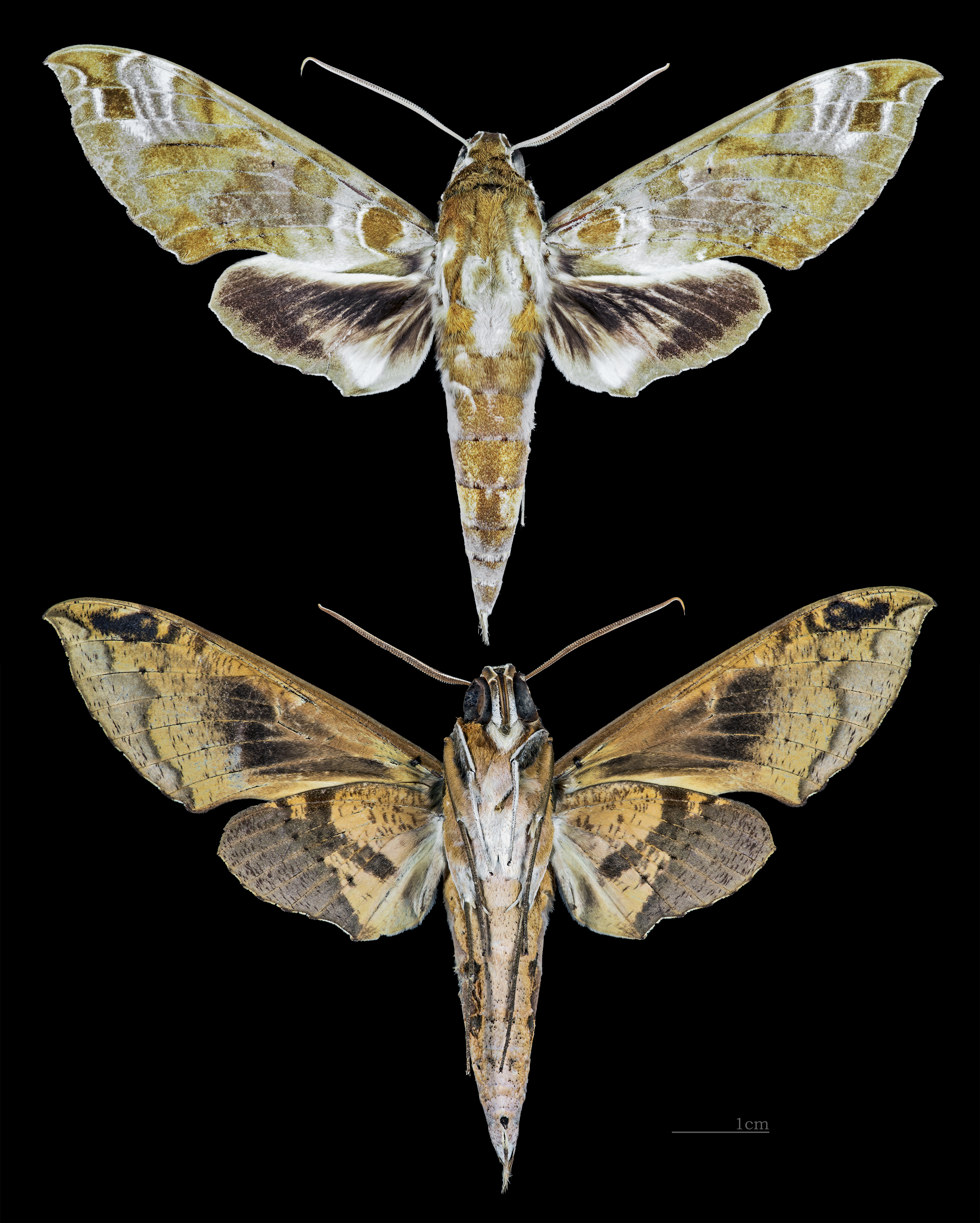
Cechenena
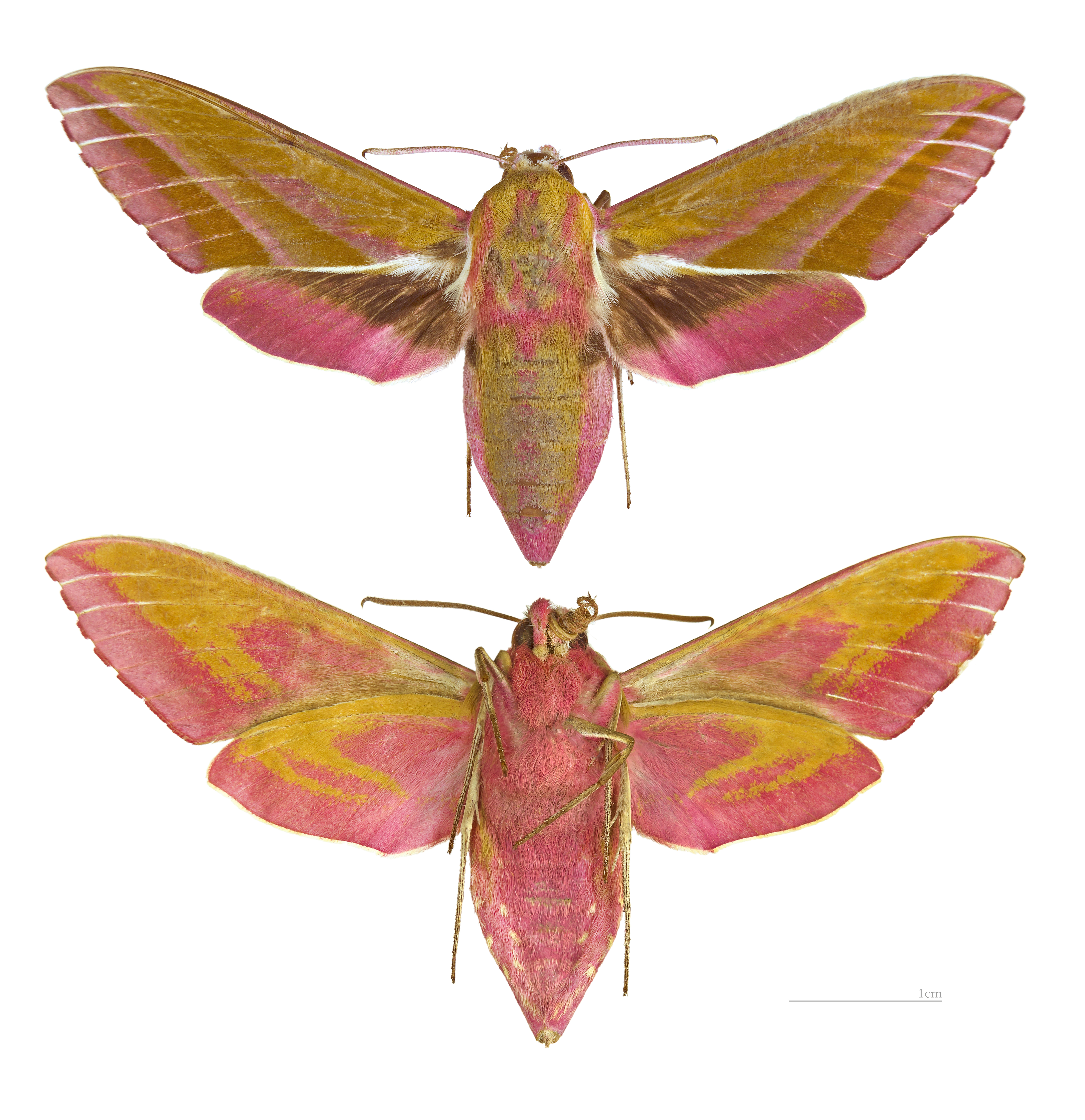
Deilephila
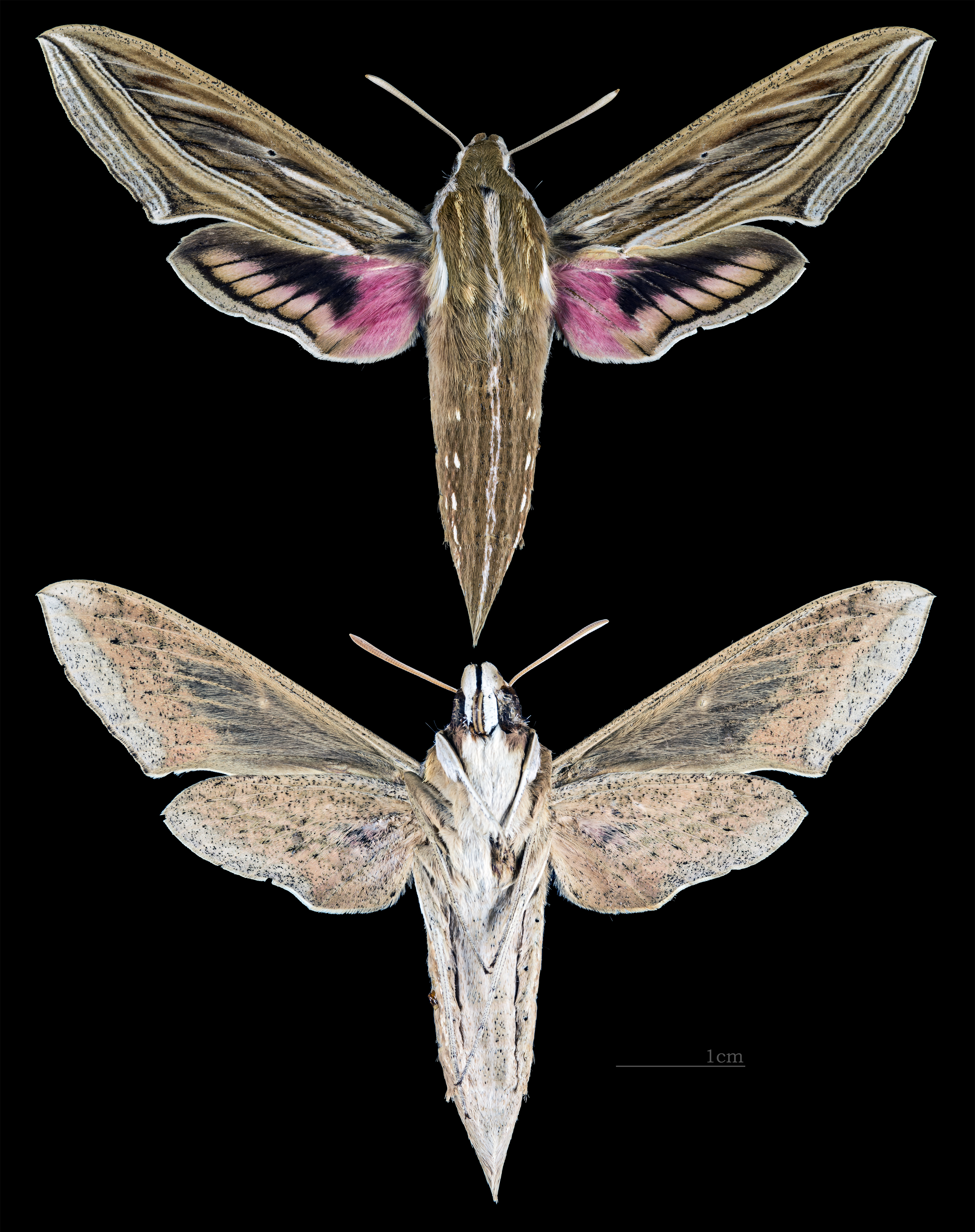
Hippotion
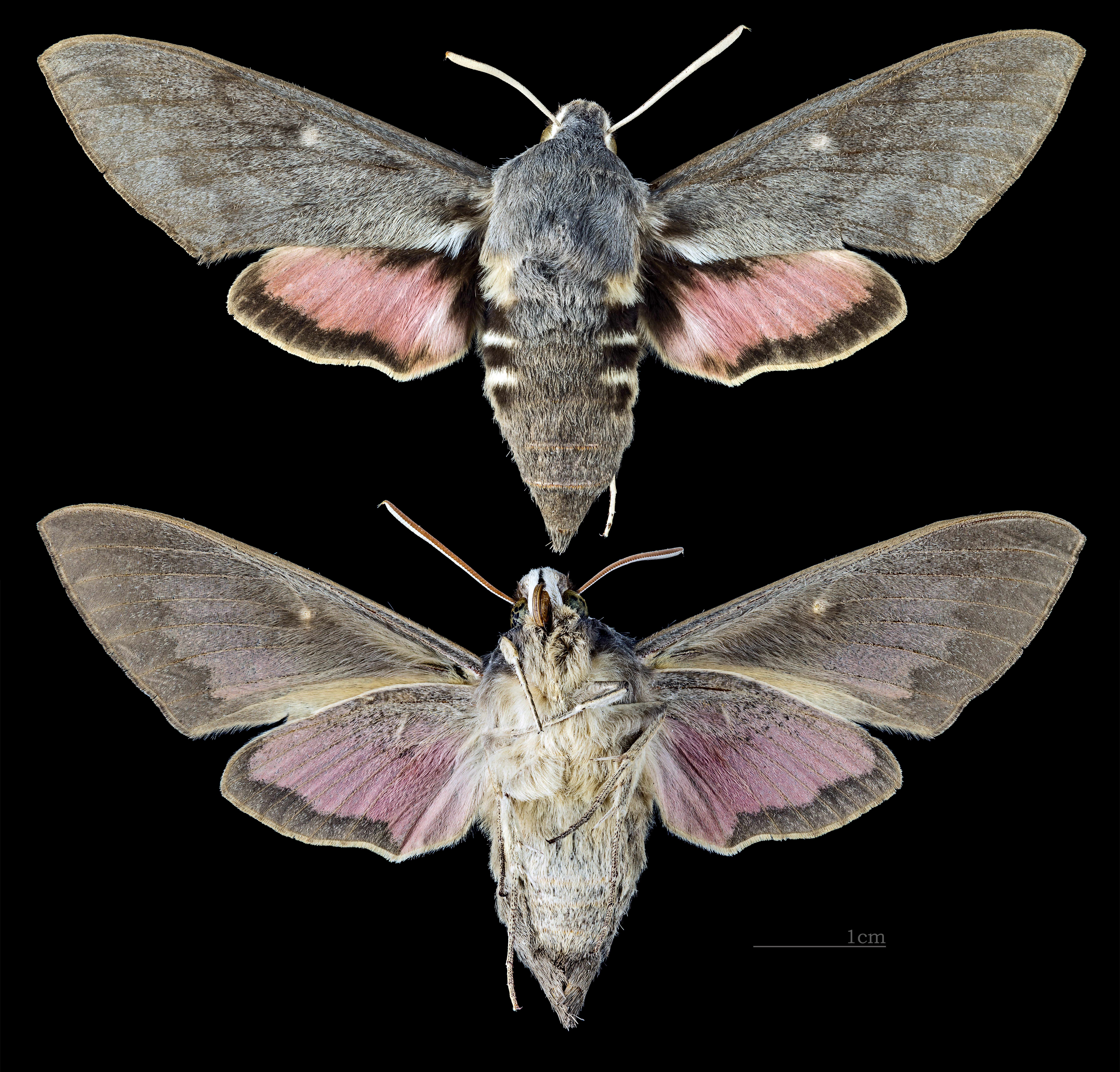
Hyles
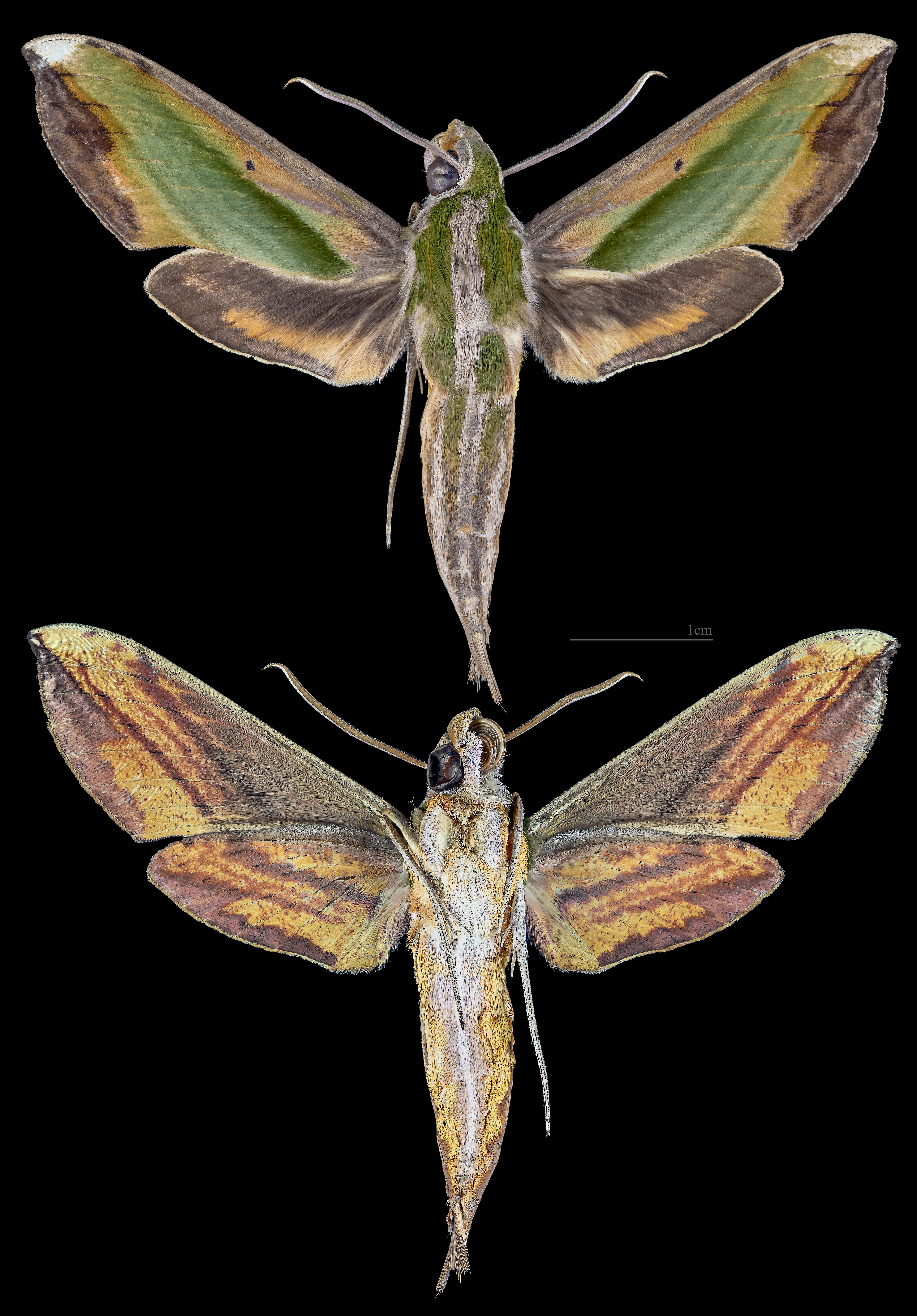
Pergesa
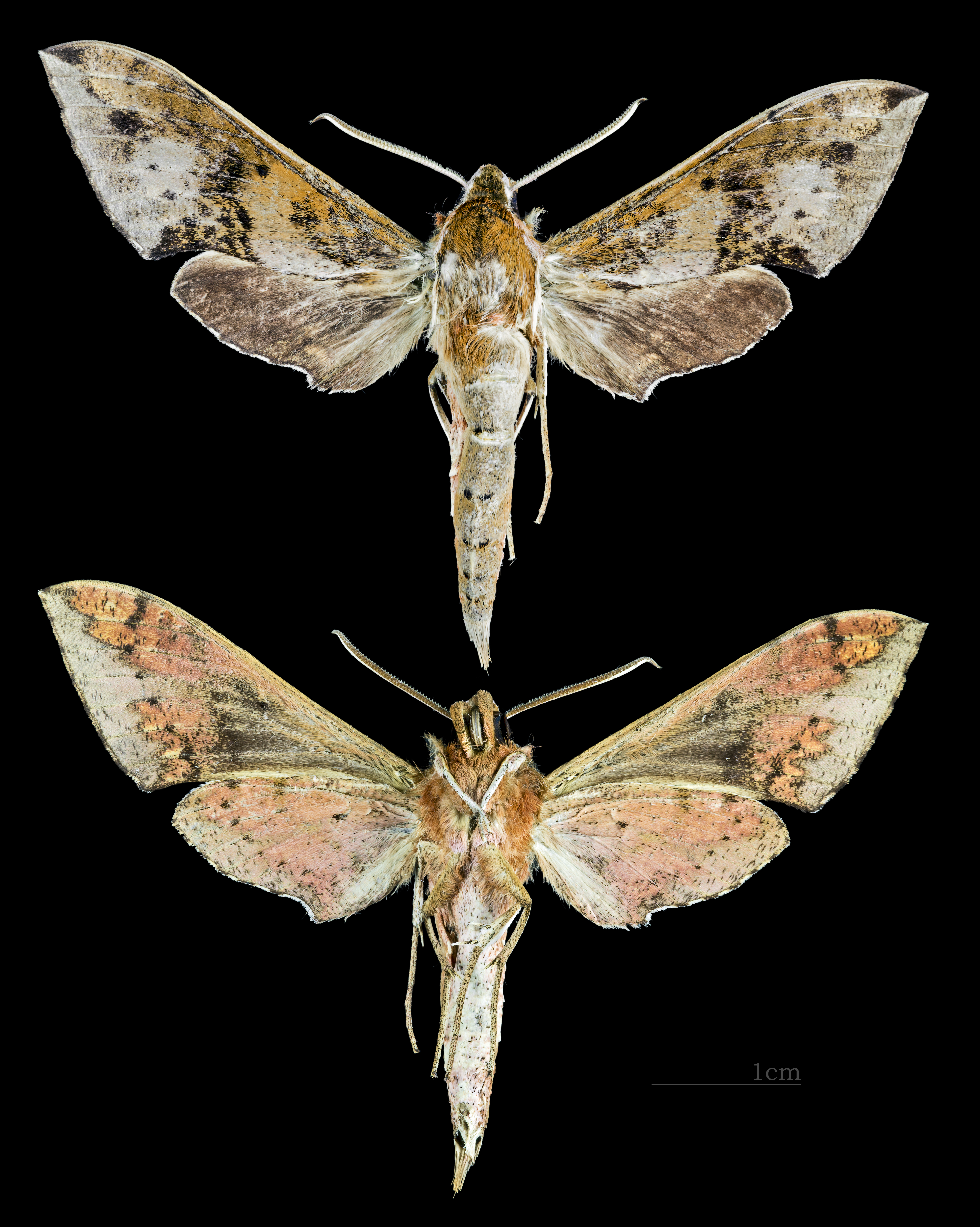
Rhagastis
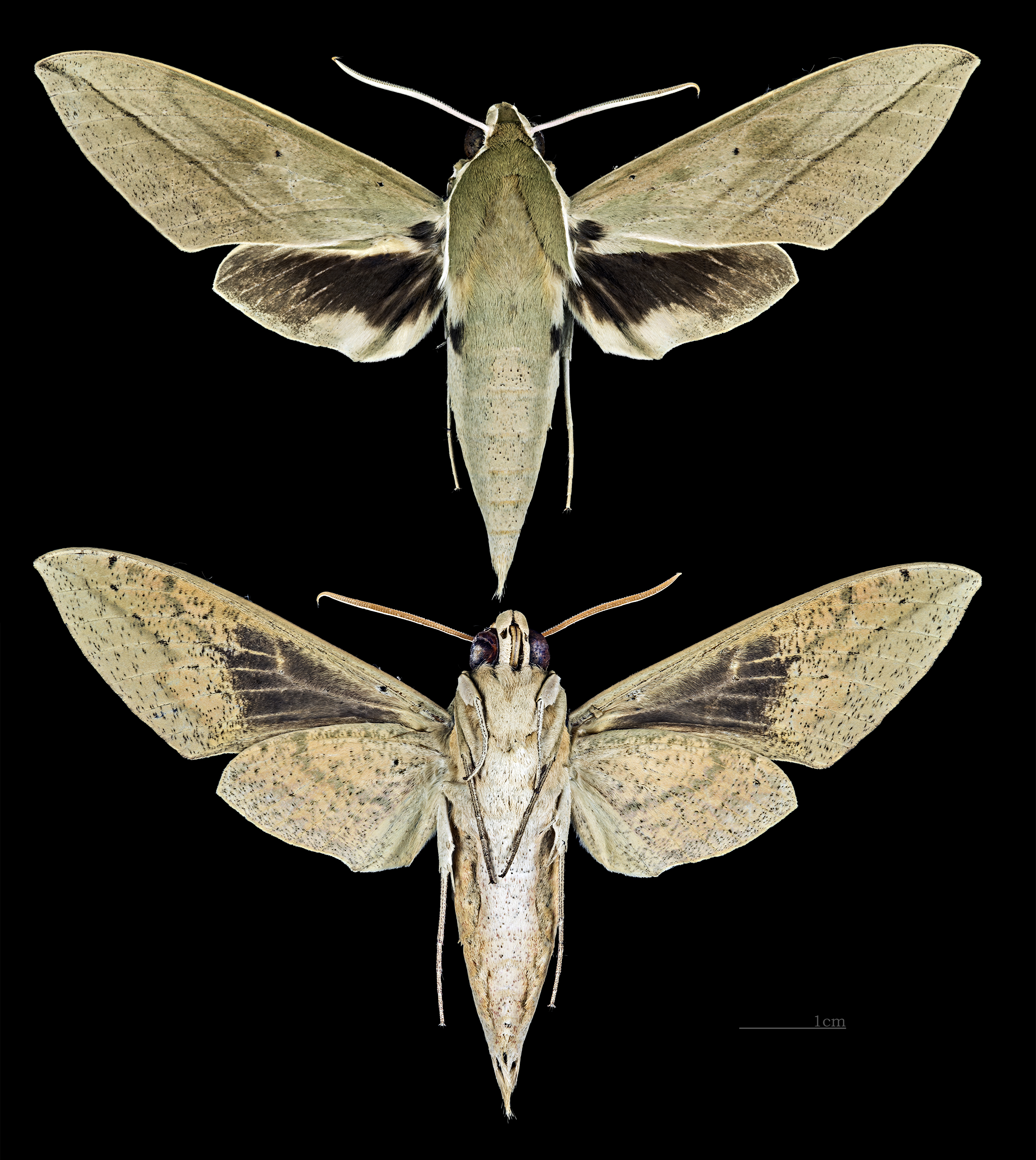
Theretra
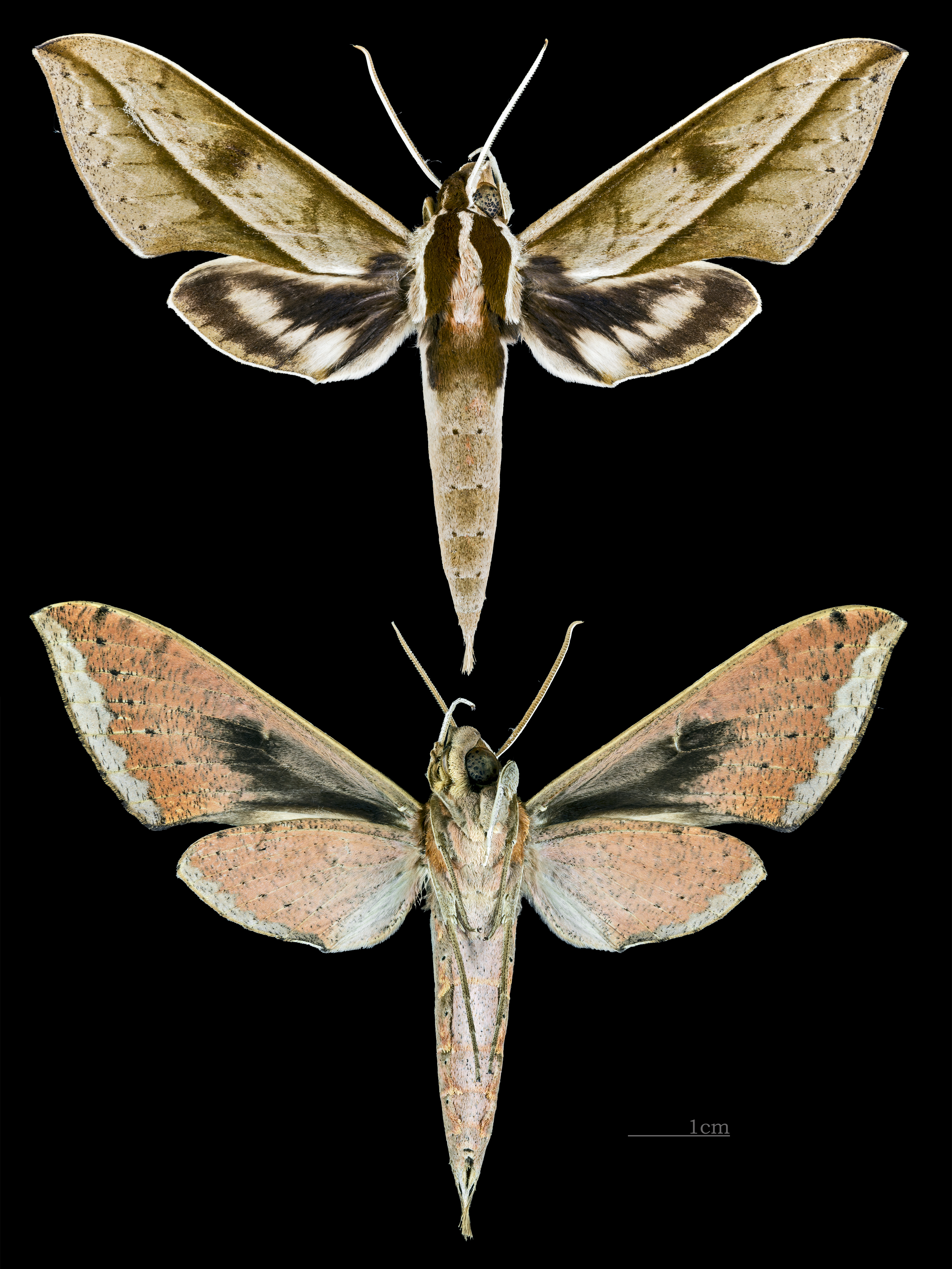
Xylophanes

- Subtribu Macroglossina - Harris, 1839
  - Gènere Acosmerycoides - Mell, 1922
  - Gènere Acosmeryx - Boisduval, 1875
  - Gènere Altijuba - Lachlan, 1999
  - Gènere Ampelophaga - Bremer & Grey, 1853
  - Gènere Amphion - Hübner, 1819
  - Gènere Angonyx - Boisduval, 1874
  - Gènere Antinephele - Holland, 1889
  - Gènere Atemnora - Rothschild & Jordan, 1903
  - Gènere Cizara - Walker, 1856
  - Gènere Clarina - Tutt, 1903
  - Gènere Dahira - Moore, 1888
  - Gènere Daphnis - Hübner, 1819
  - Gènere Darapsa - Walker, 1856
  - Gènere Deidamia - Clemens, 1859
  - Gènere Elibia - Walker, 1856
  - Gènere Enpinanga - Rothschild & Jordan, 1903
  - Gènere Eupanacra - Cadiou & Holloway, 1989
  - Gènere Euproserpinus - Grote & Robinson, 1865
  - Gènere Eurypteryx - Felder, 1874
  - Gènere Giganteopalpus - Huwe, 1895
  - Gènere Gnathothlibus - Wallengren, 1858
  - Gènere Hayesiana - Fletcher, 1982
  - Gènere Hypaedalea - Butler, 1877
  - Gènere Leucostrophus - Rothschild & Jordan, 1903
  - Gènere Maassenia - Saalmüller, 1884
  - Gènere Macroglossum - Scopoli, 1777
  - Gènere Micracosmeryx - Mell, 1922
  - Gènere Microsphinx - Rothschild & Jordan, 1903
  - Gènere Neogurelca - Hogenes & Treadaway, 1993
  - Gènere Nephele - Hübner, 1819
  - Gènere Odontosida - Rothschild & Jordan, 1903
  - Gènere Philodila - Rothschild & Jordan, 1903
  - Gènere Proserpinus - Hübner, 1819
  - Gènere Pseudenyo - Holland, 1889
  - Gènere Pseudoangonyx - Eitschberger, 2010
  - Gènere Rethera - Rothschild & Jordan, 1903
  - Gènere Sphecodina - Blanchard, 1840
  - Gènere Sphingonaepiopsis - Wallengren, 1858
  - Gènere Temnora - Walker, 1856
  - Gènere Temnoripais - Rothschild & Jordan, 1903
  - Gènere Zacria - Haxaire & Melichar, 2003

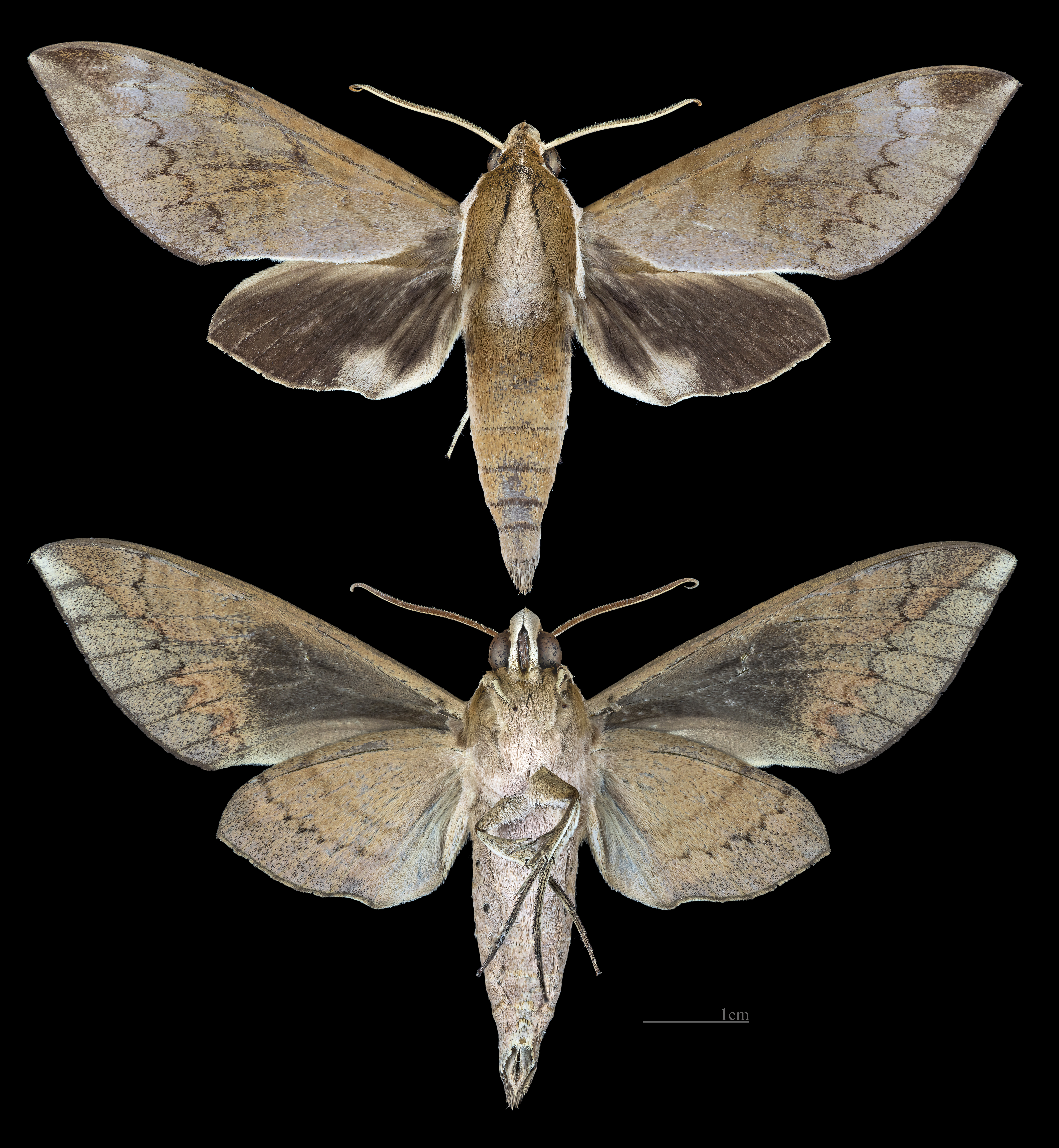
Acosmerycoides
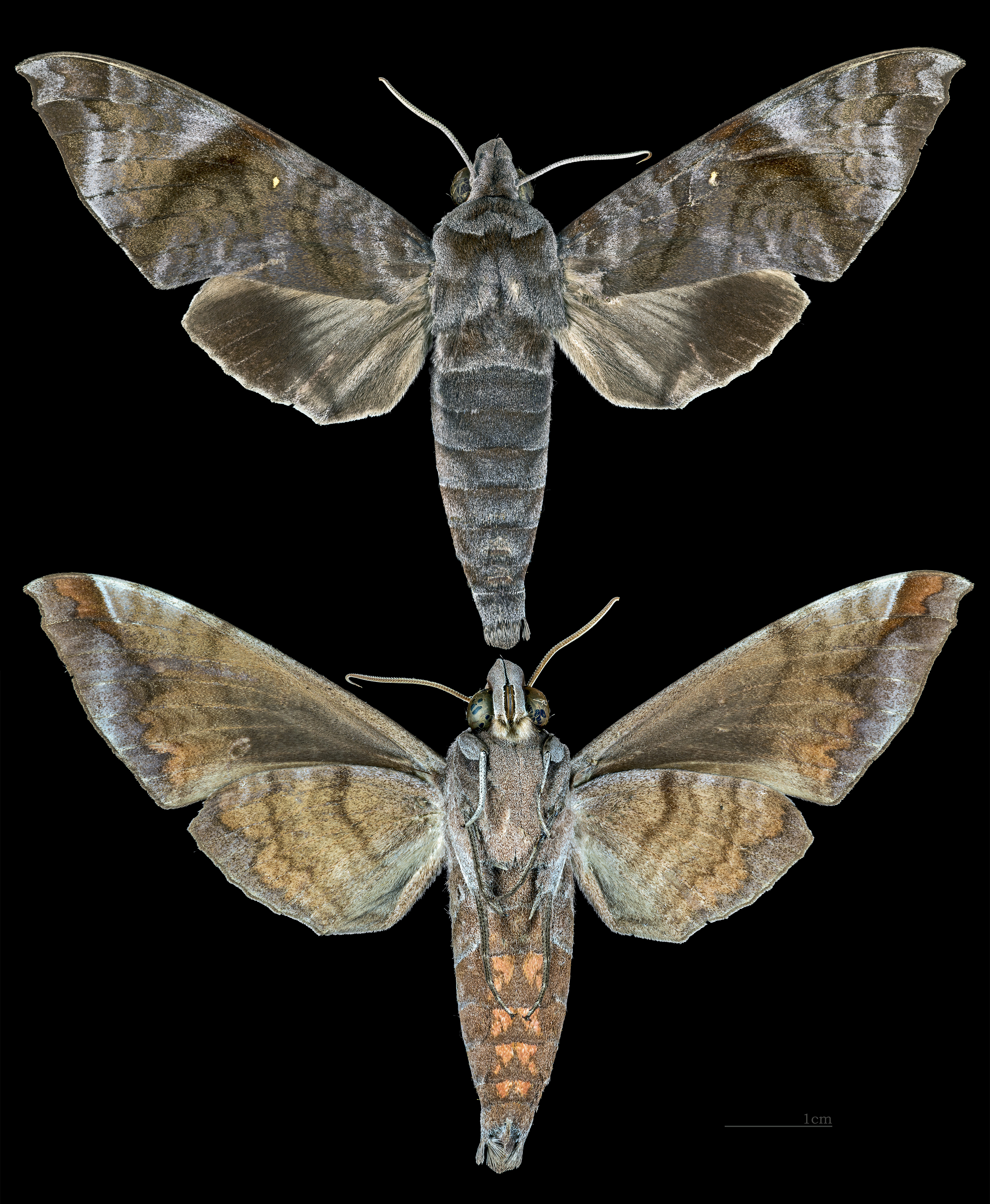
Acosmeryx
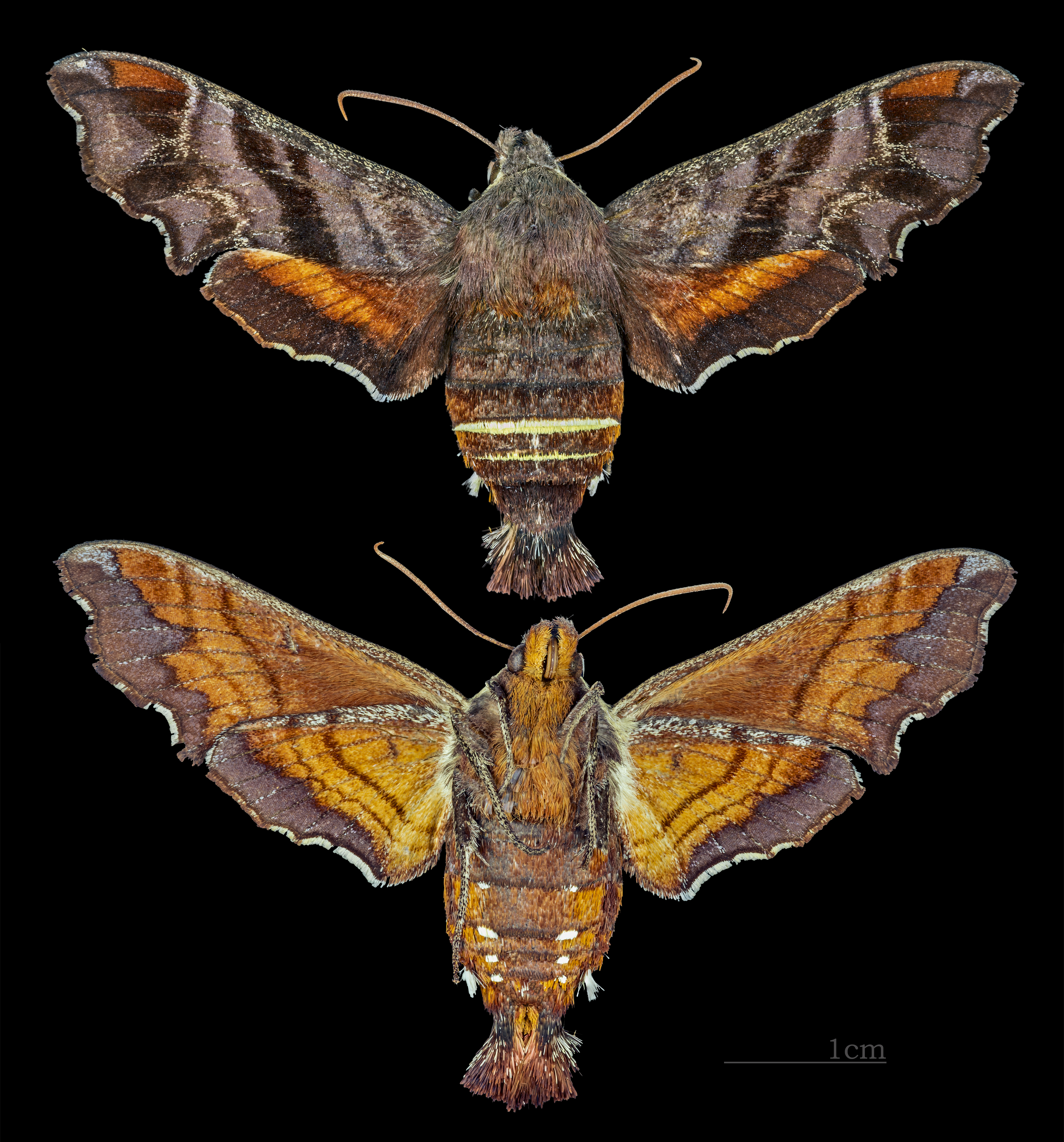
Amphion
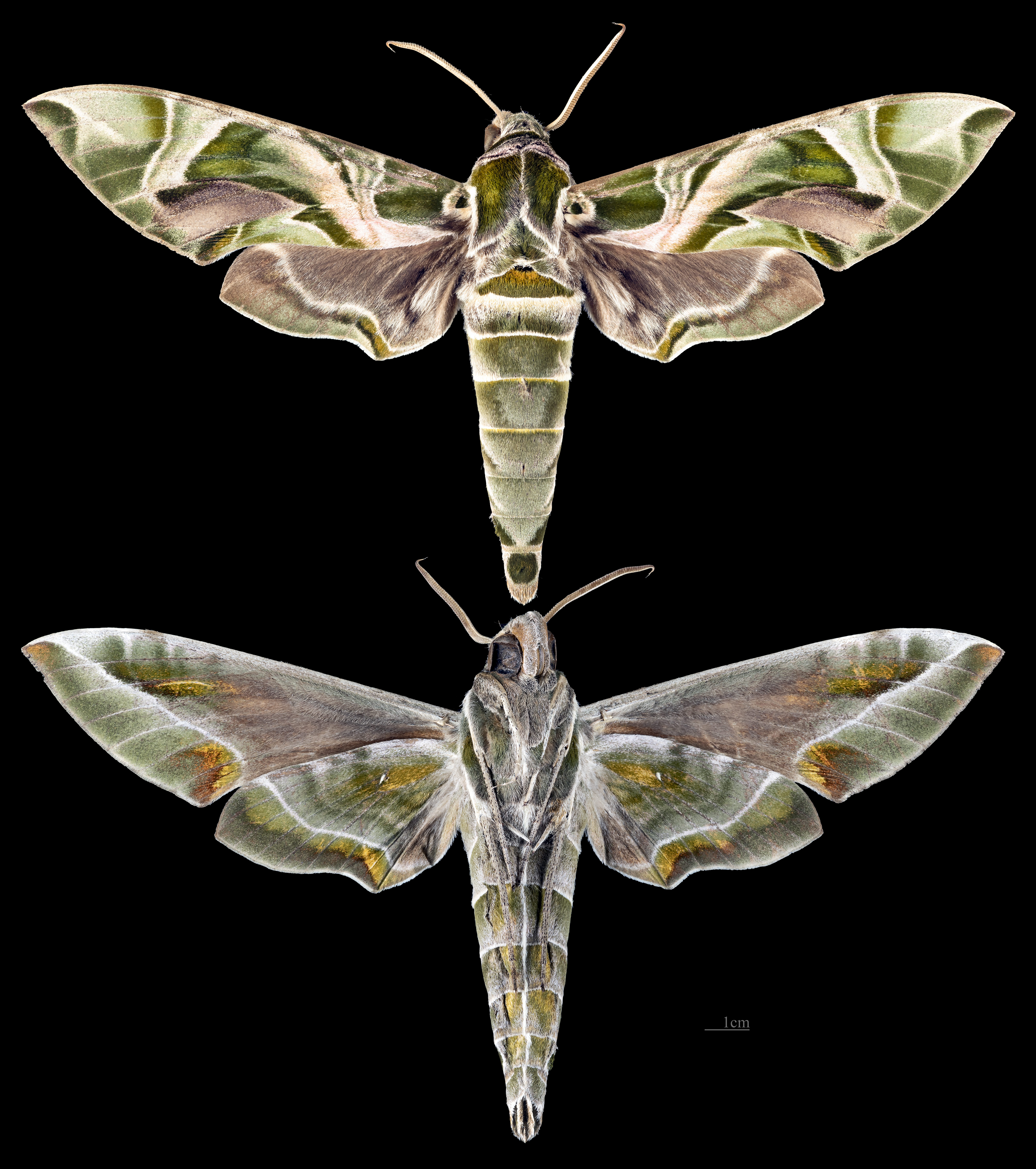
Daphnis
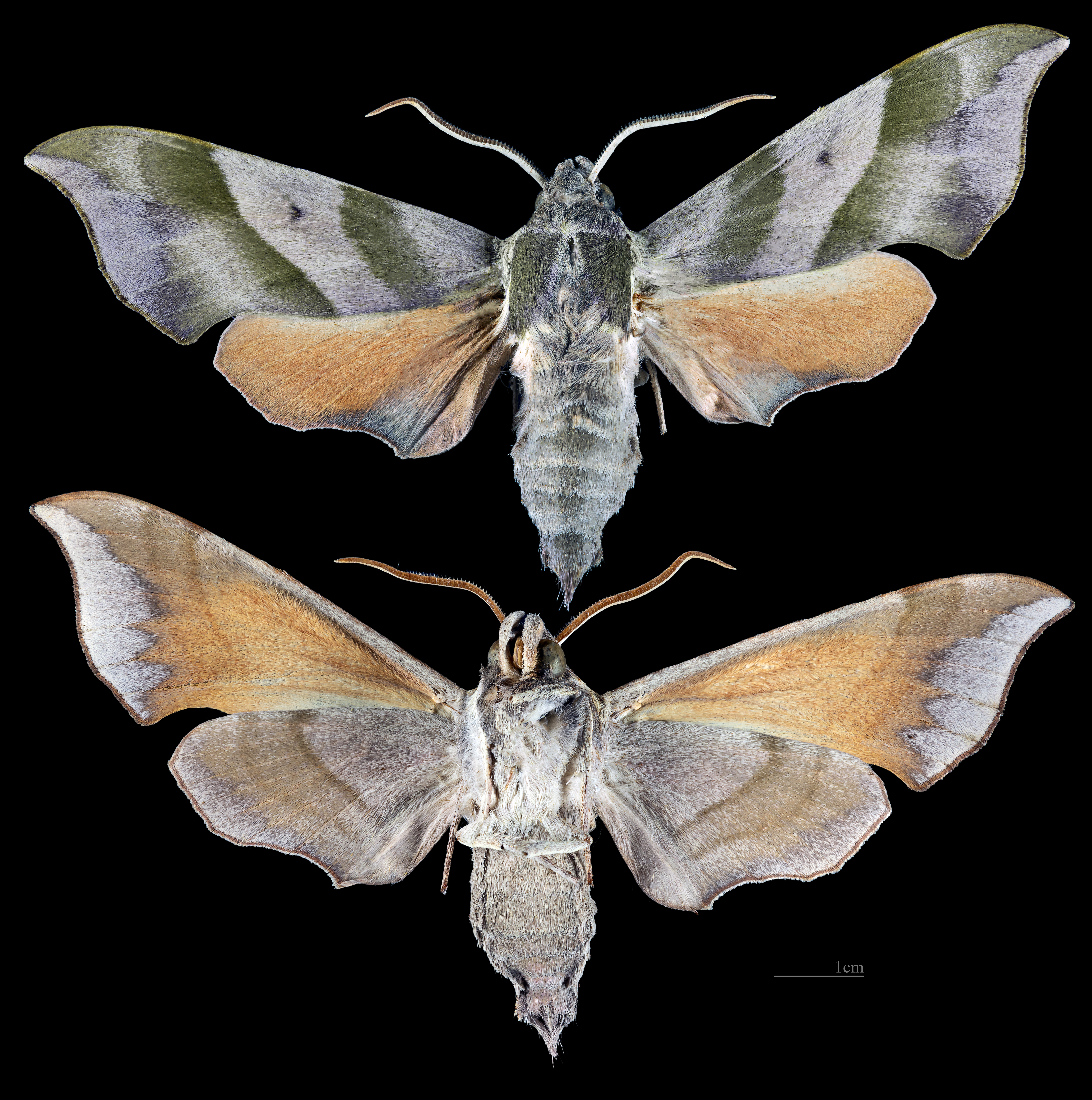
Darapsa
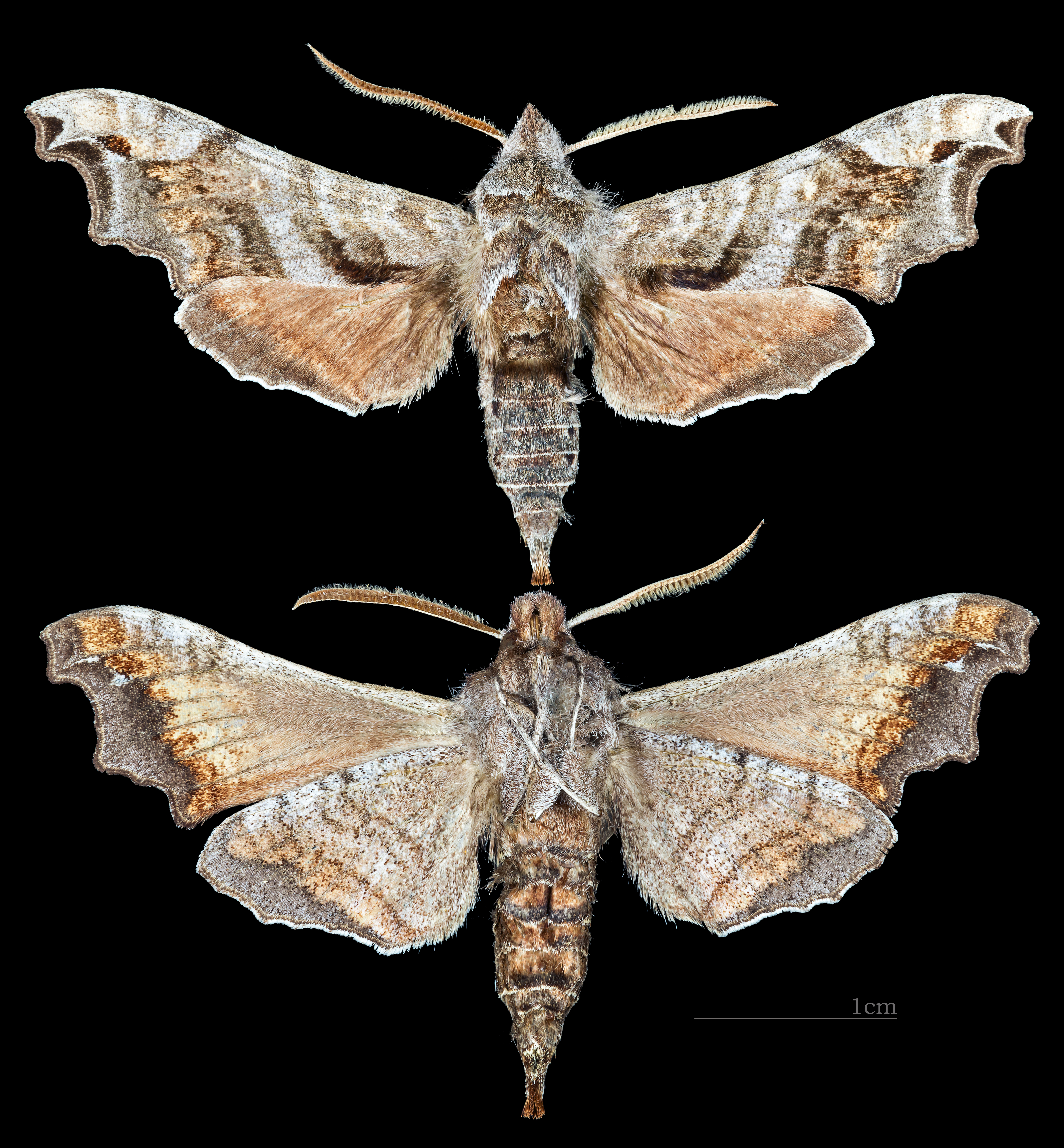
Deidamia
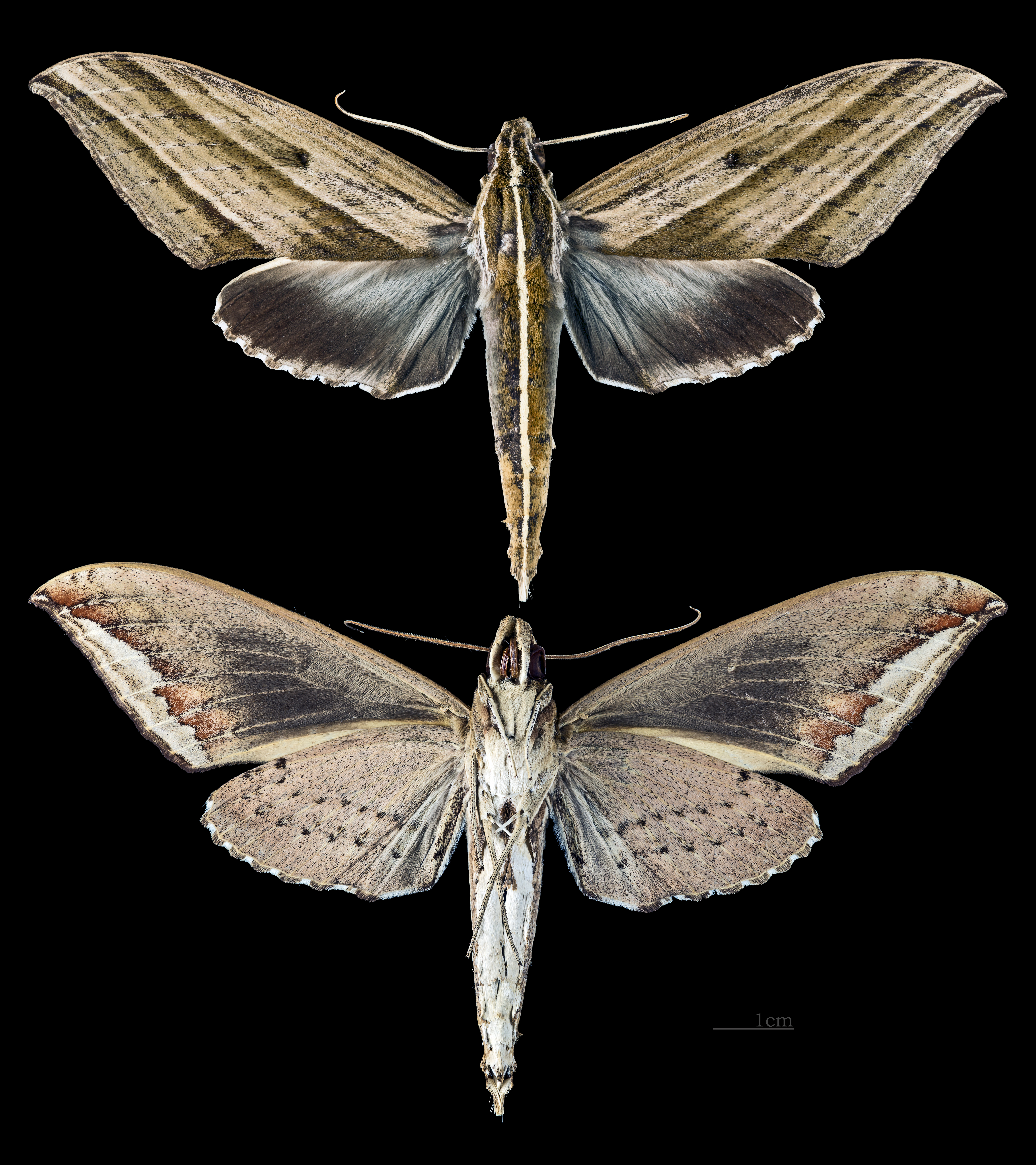
Elibia
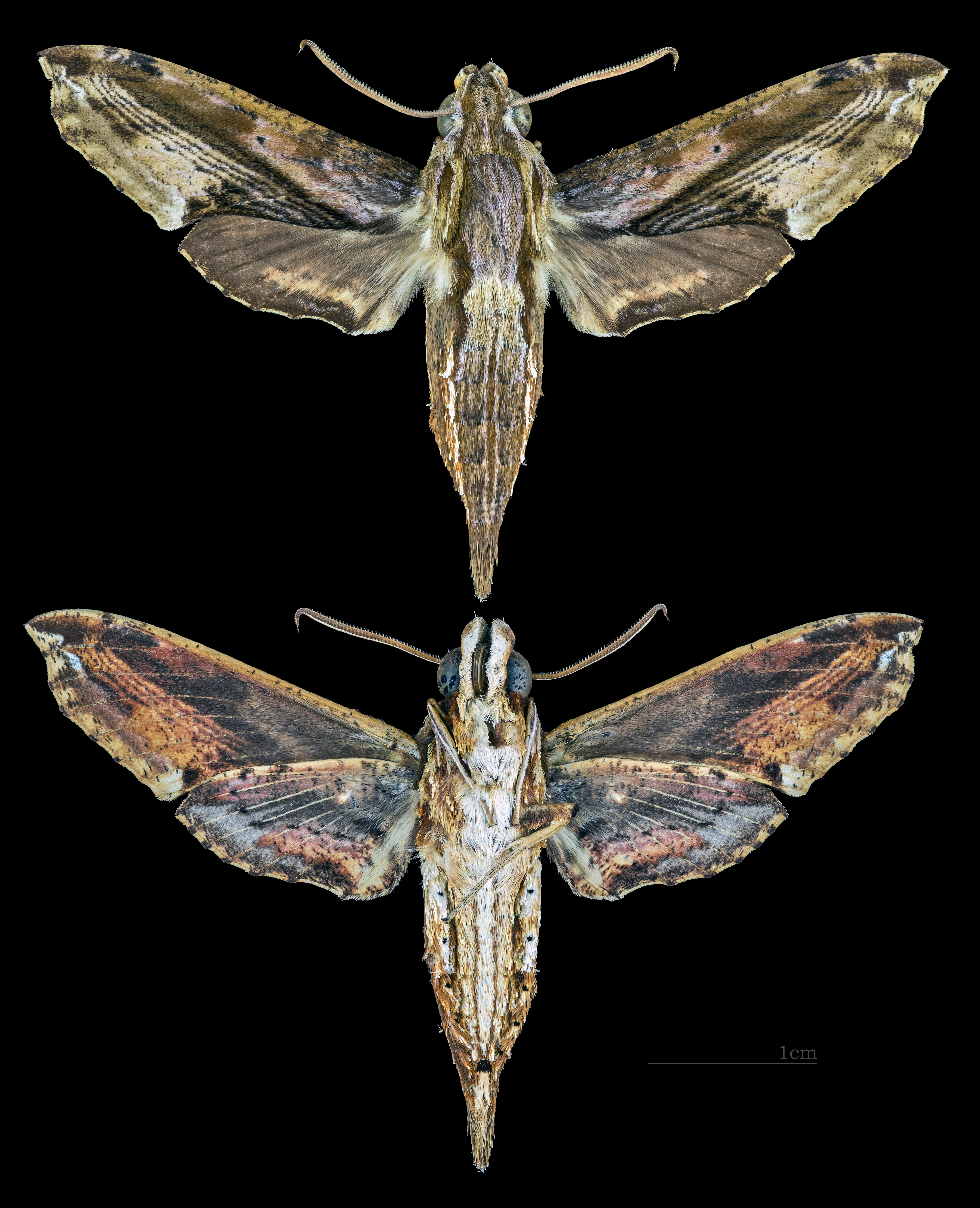
Eupanacra
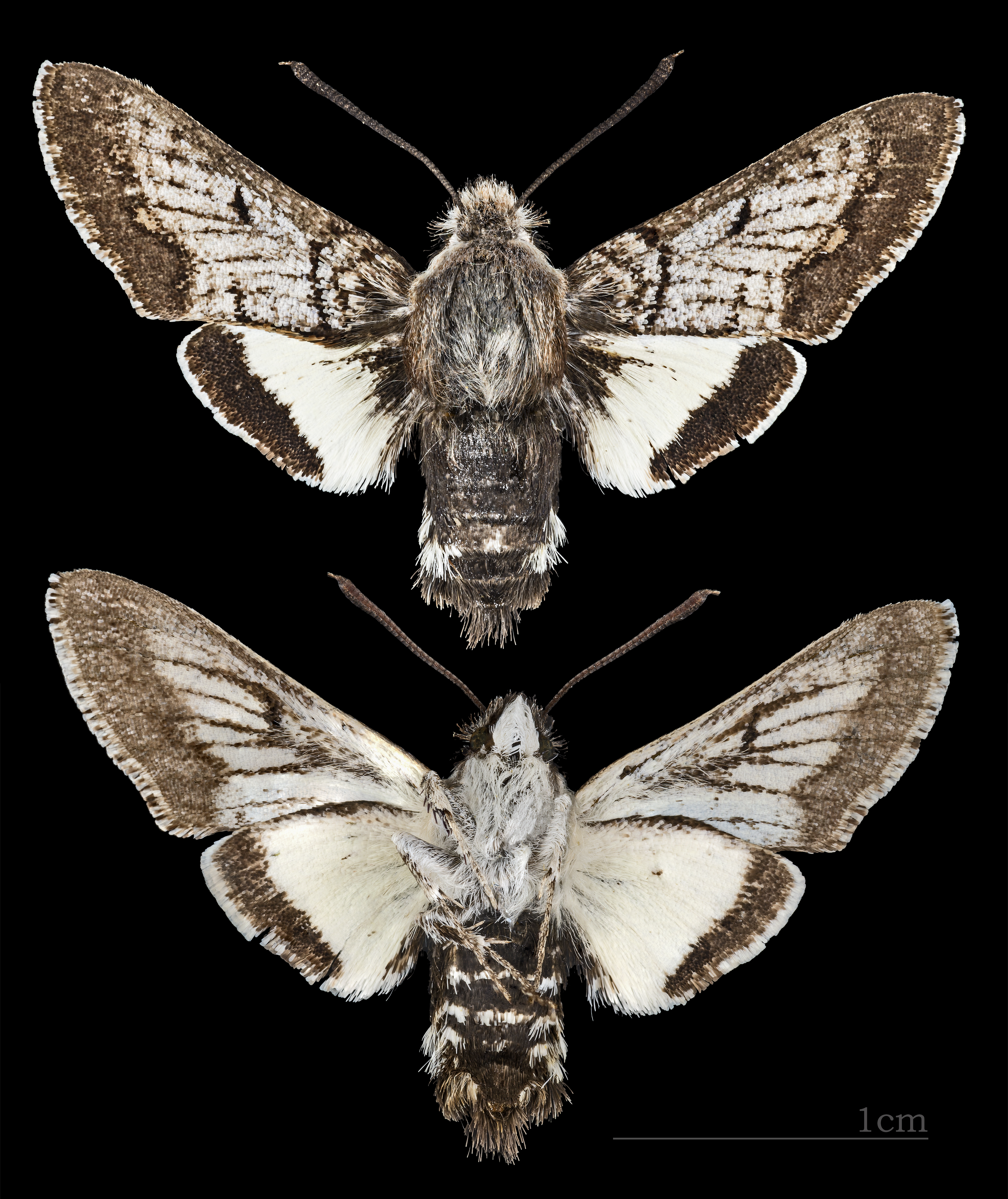
Euproserpinus
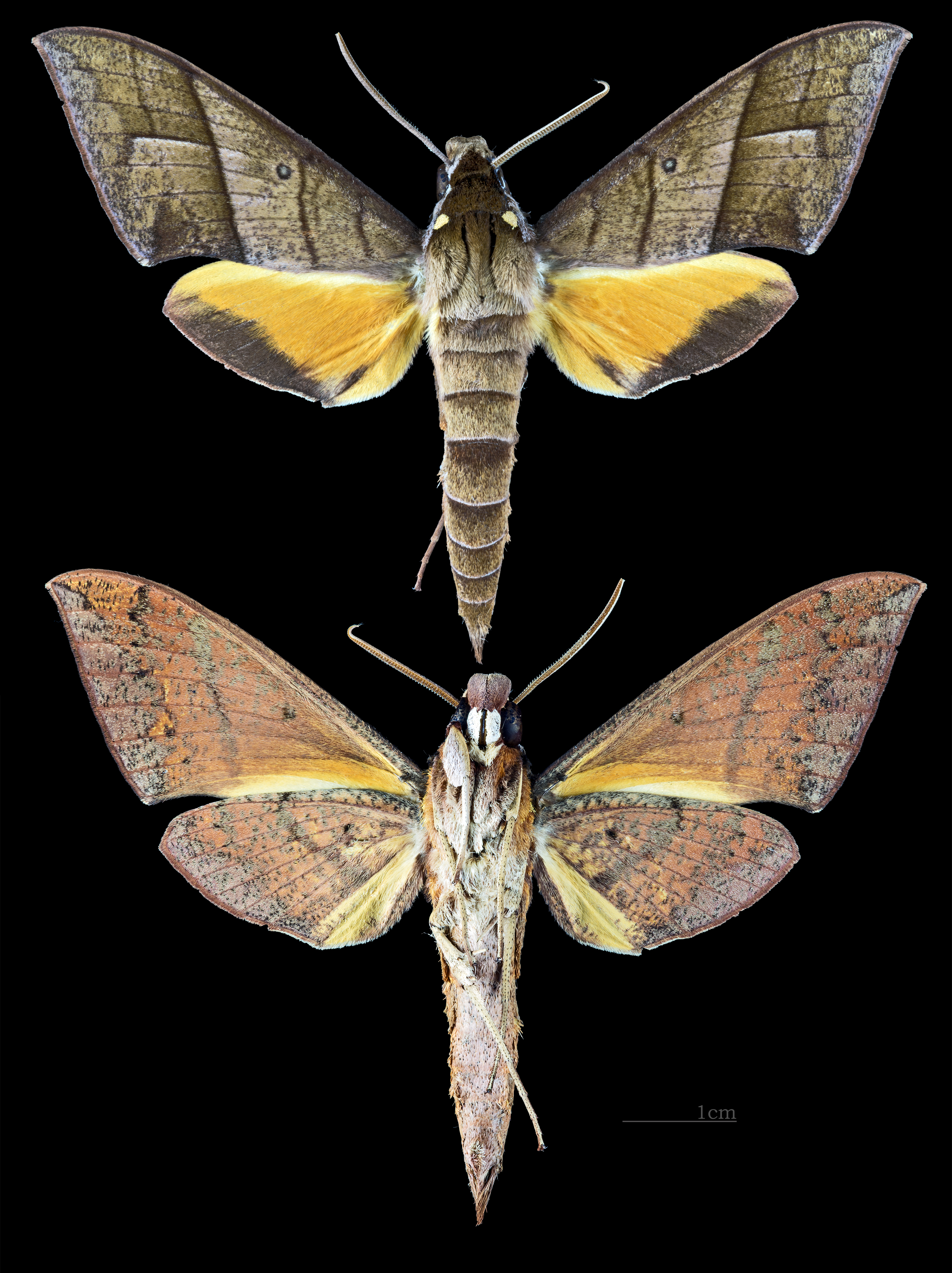
Gnathothlibus
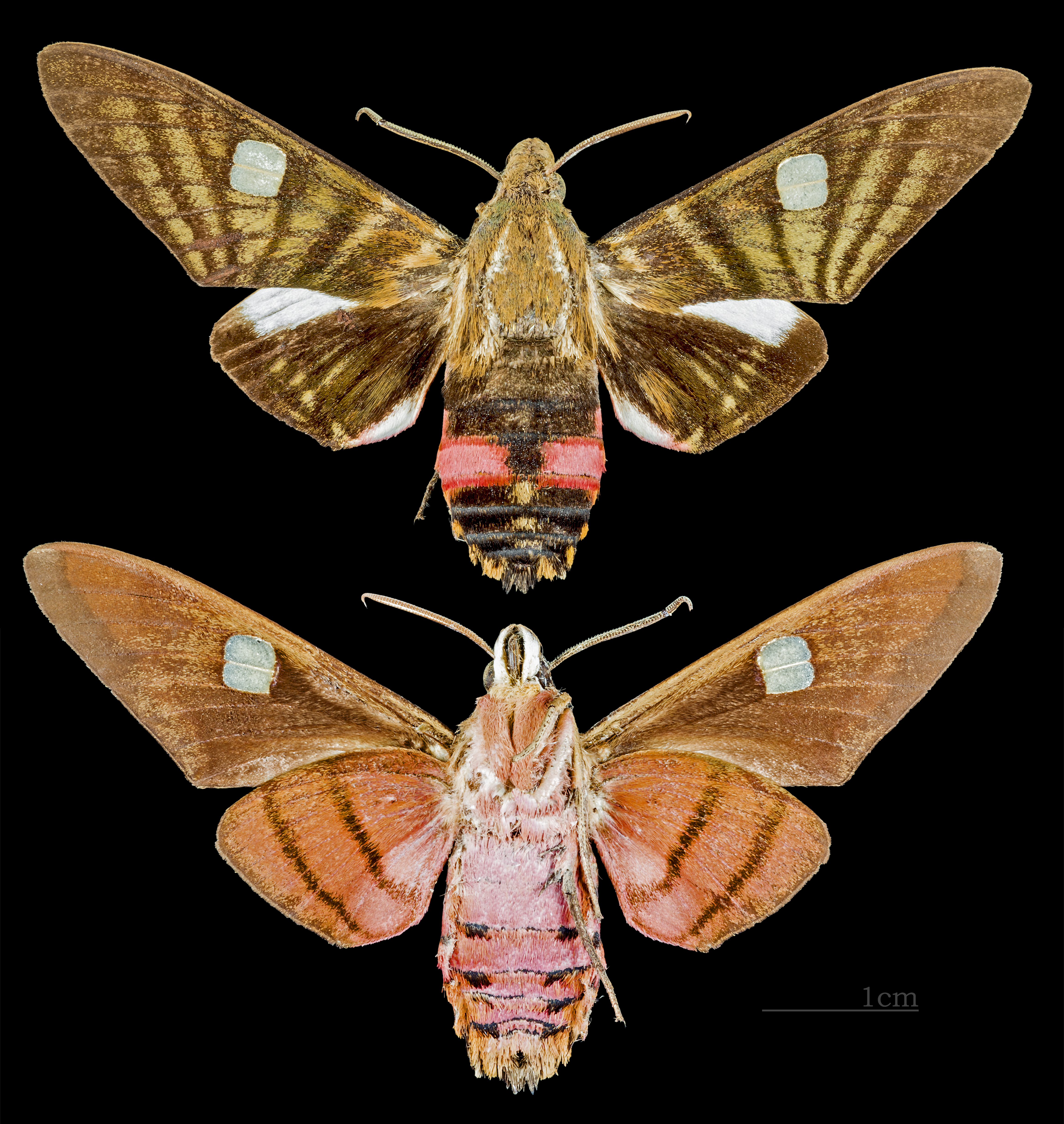
Hayesiana
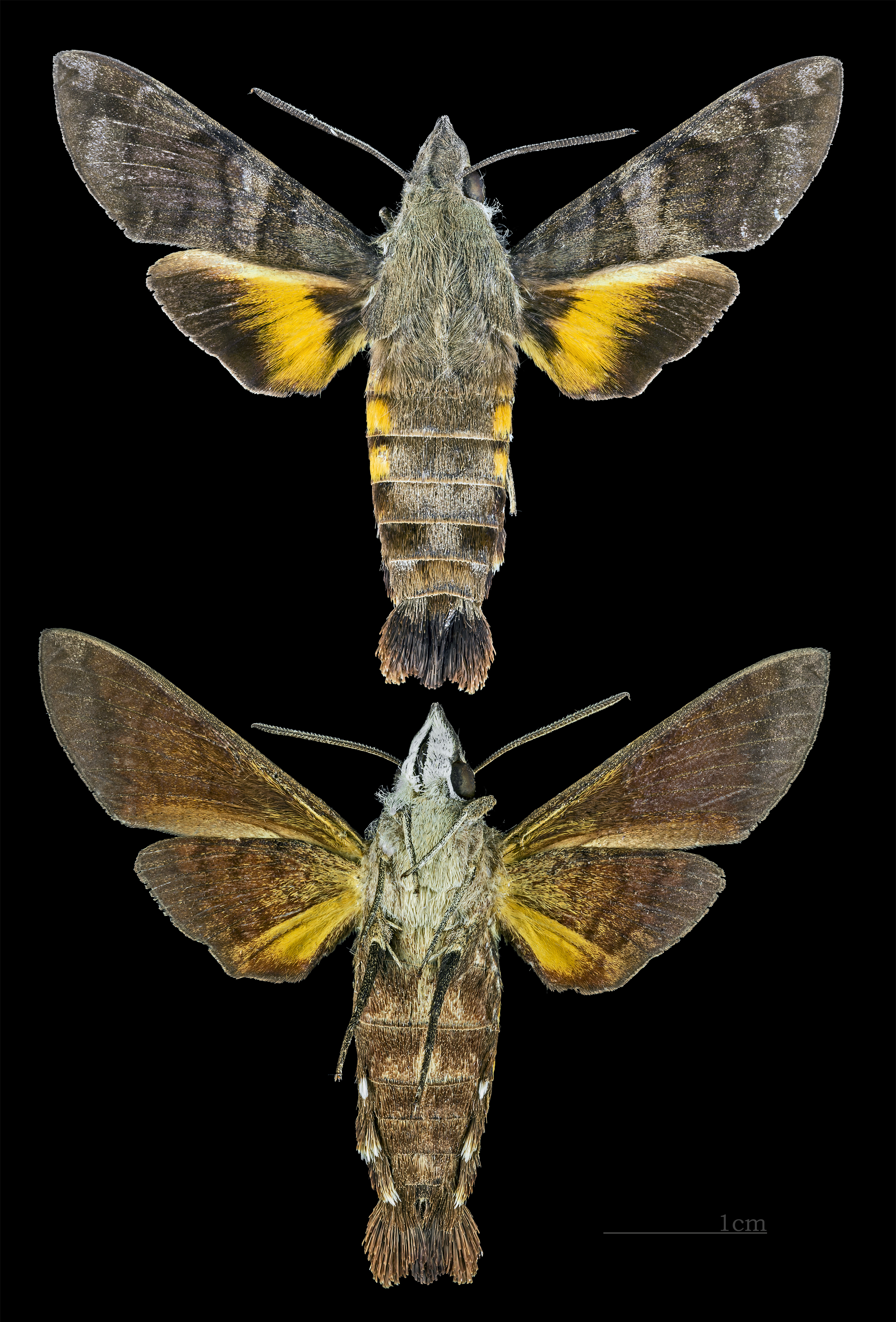
Macroglossum
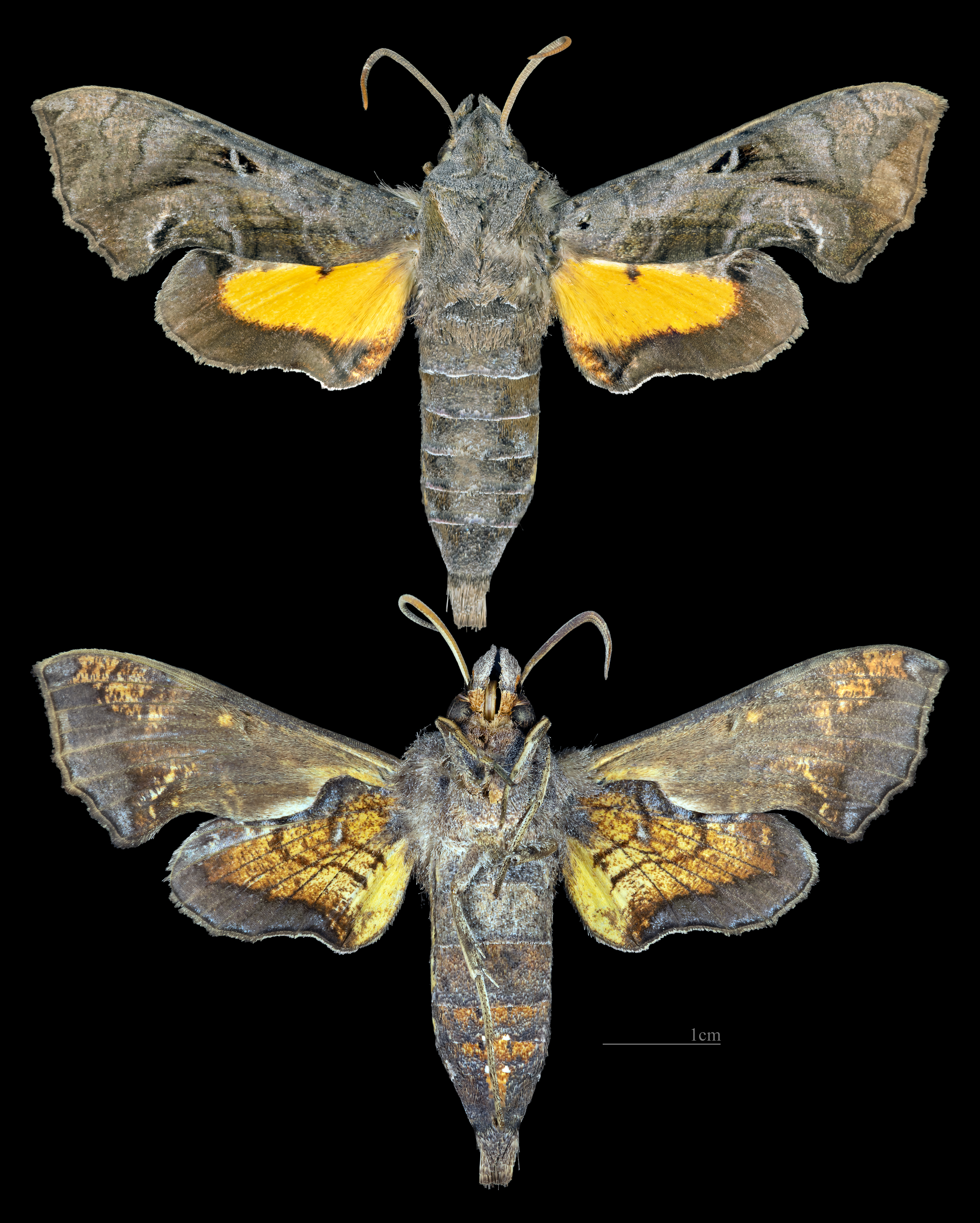
Neogurelca
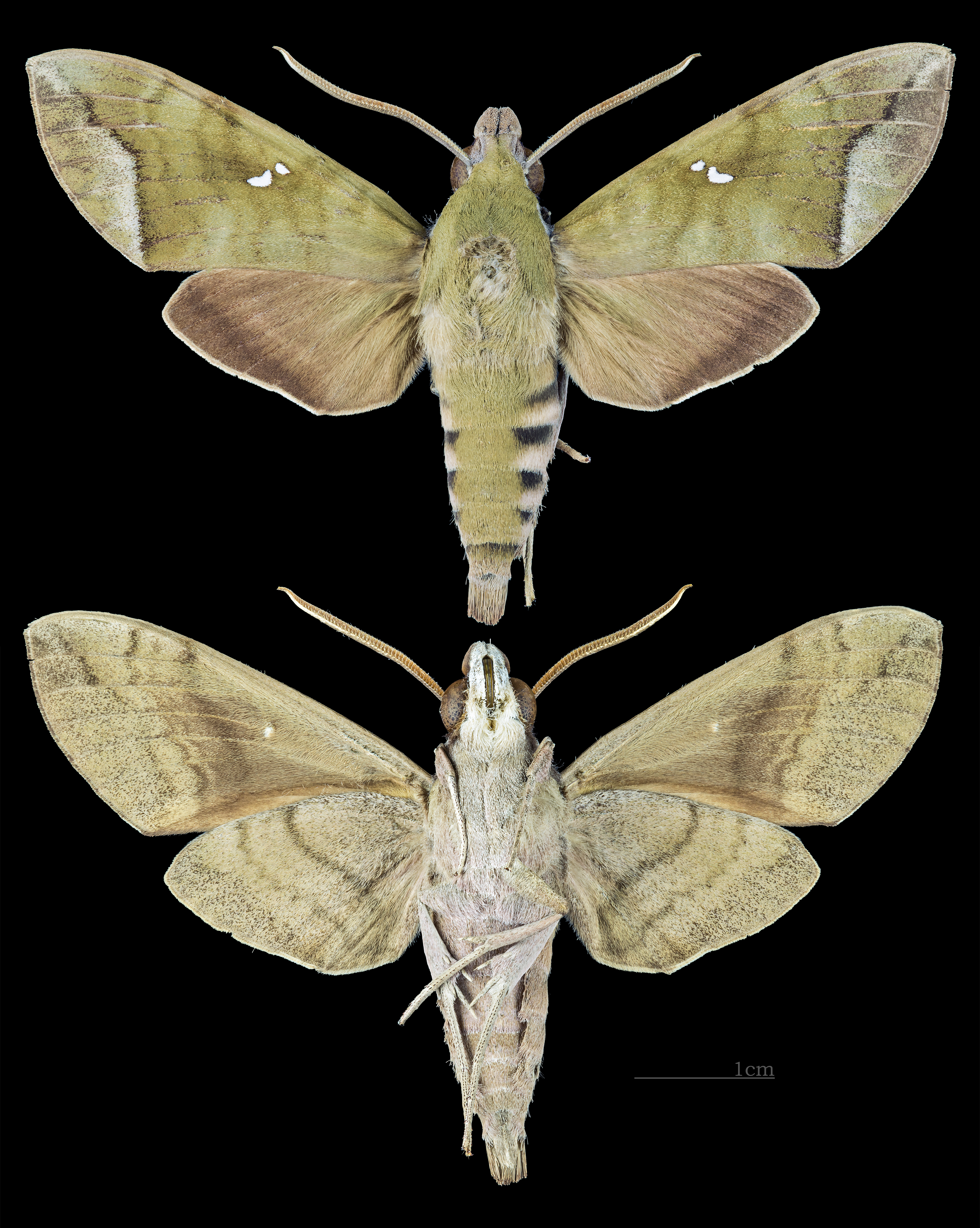
Nephele
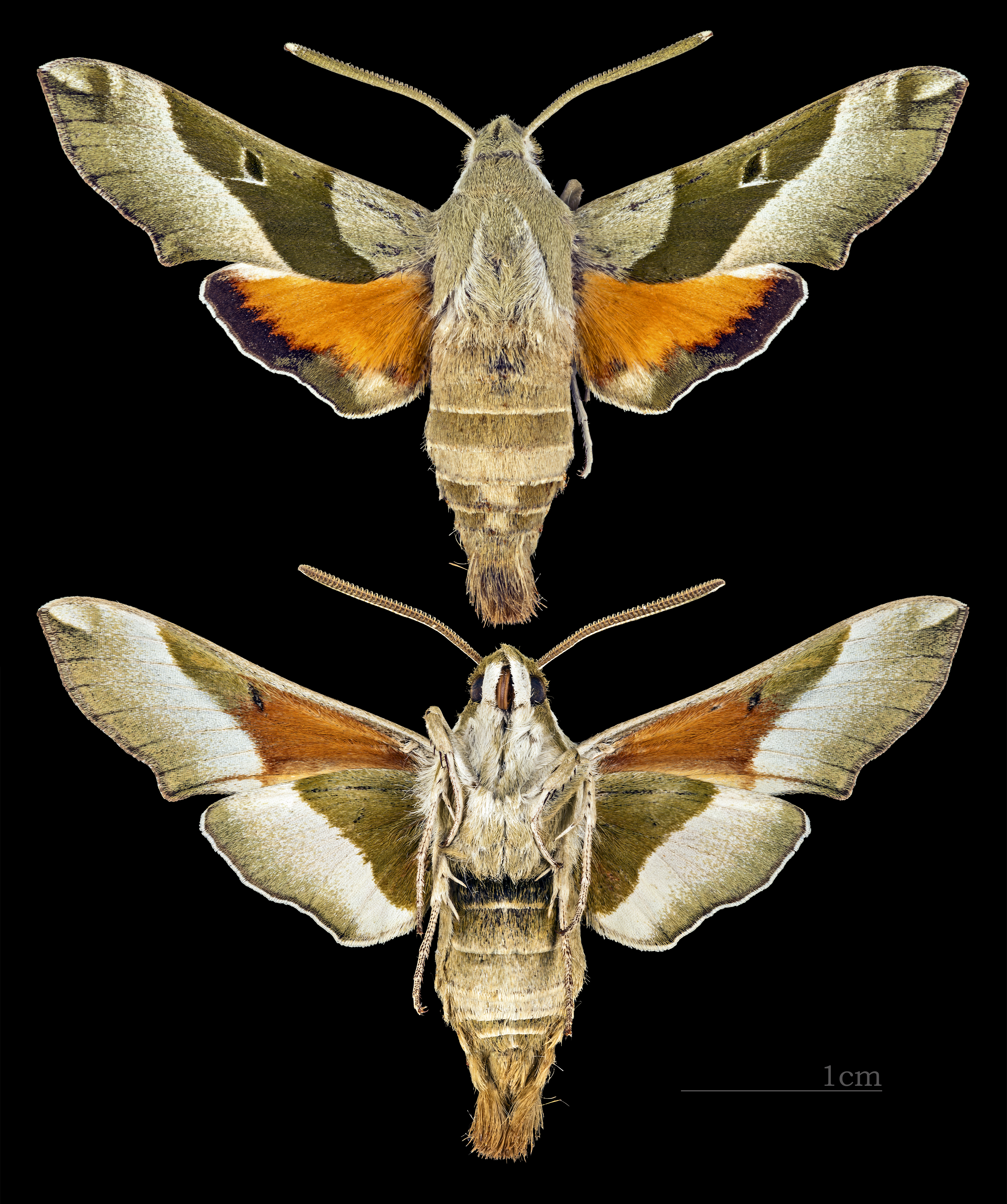
Proserpinus
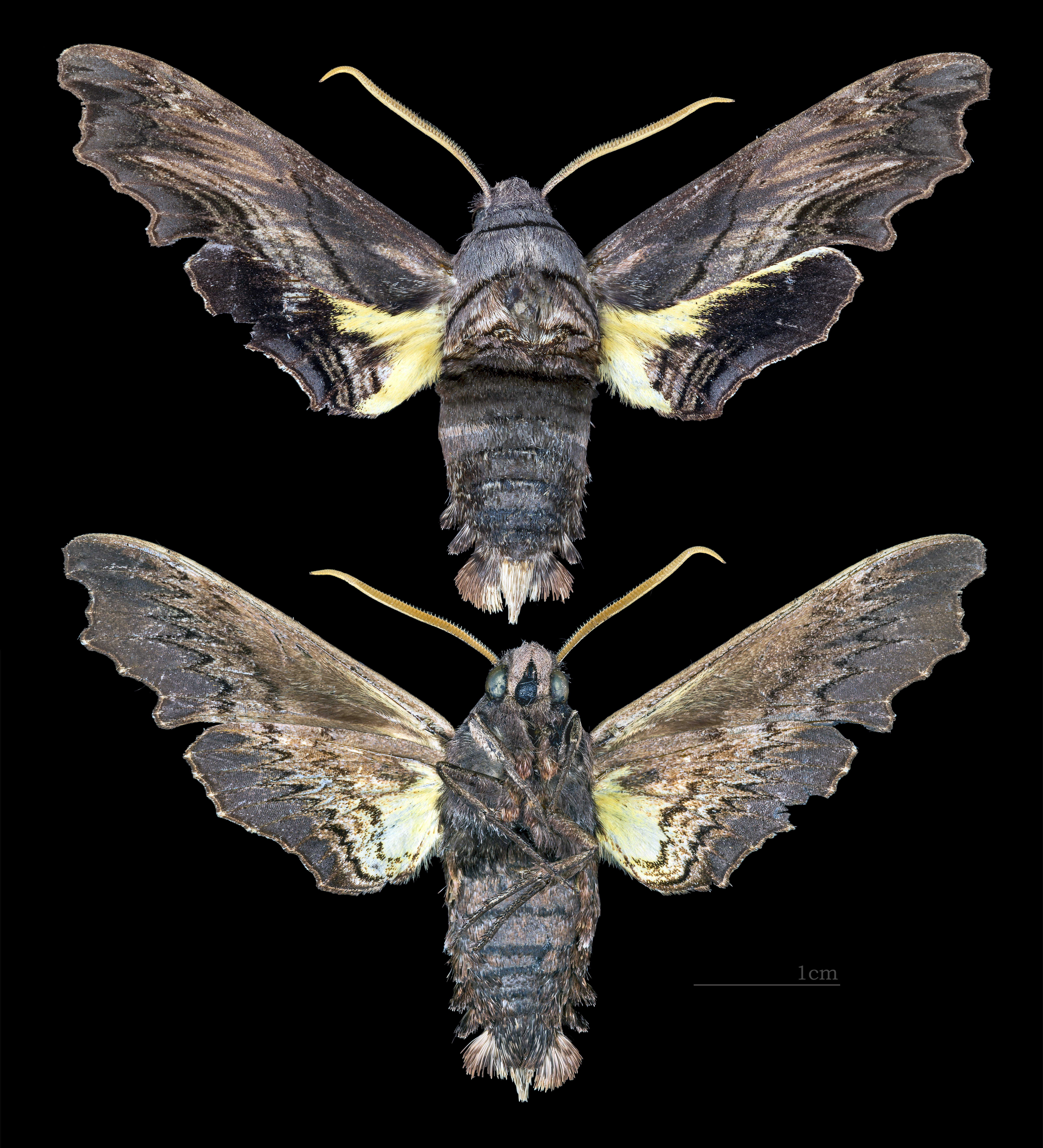
Sphecodina